# Campionat del món d'escacs femení de 1988
El campionat del món d'escacs femení de 1988 fou guanyat per Maia Txiburdanidze, que va defensar amb èxit el seu títol contra l'aspirant Nana Ioseliani.

## Interzonals de 1987
Com a part del procés de classificació, es varen jugar dos torneigs Interzonals l'estiu de 1987, un a Smederevska Palanka el juliol, i l'altre a Tuzla el juliol i l'agost, amb les millors jugadores de cada Zona de la FIDE. Hi prengueren part un total de 34 jugadores, de les quals les tres primeres de cada Interzonal es classificarien pel Torneig de Candidates.
Litinskaya-Shul va guanyar a Smederevska Palanka, mentre tres altres jugadores empataven al segon lloc. Posteriorment varen disputar un playoff a Tbilisi el setembre, que guanyà l'excampiona Gaprindashvili (3/4 punts) per davant de l'exaspirant Levitina (2½/4), mentre Klimova-Richtrova (½/4) fou eliminada.
Ioseliani i Arakhamia ocuparen el primer i el segon lloc a Tuzla, mentre Brustman va obtenir el darrer lloc pel Torneig de Candidates després de guanyar un playoff contra Semenova 4-1.
|    | Jugadora                                  | 1 | 2 | 3 | 4 | 5 | 6 | 7 | 8 | 9 | 10 | 11 | 12 | 13 | 14 | 15 | 16 | Punts | Desempat |
| -- | ----------------------------------------- | - | - | - | - | - | - | - | - | - | -- | -- | -- | -- | -- | -- | -- | ----- | -------- |
| 1  | Marta Litinskaya-Shul (Unió Soviètica)    | - | ½ | 0 | 1 | 1 | 1 | 1 | ½ | 0 | 0  | 1  | 1  | 1  | 1  | 1  | 1  | 11    |          |
| 2  | Irina Levítina (Unió Soviètica)           | ½ | - | ½ | 0 | 1 | 1 | ½ | 0 | 1 | ½  | ½  | 1  | 1  | 1  | 1  | 1  | 10½   | 68.50    |
| 3  | Nona Gaprindaixvili (Unió Soviètica)      | 1 | ½ | - | ½ | ½ | ½ | ½ | 0 | ½ | ½  | 1  | 1  | 1  | 1  | 1  | 1  | 10½   | 67.75    |
| 4  | Eliska Klimova-Richtrova (Txecoslovàquia) | 0 | 1 | ½ | - | ½ | 0 | ½ | 0 | 1 | 1  | 1  | 1  | 1  | 1  | 1  | 1  | 10½   | 65.00    |
| 5  | Zoja Lelchuk (Unió Soviètica)             | 0 | 0 | ½ | ½ | - | 1 | 1 | ½ | 0 | 1  | 1  | ½  | 1  | 1  | 1  | 1  | 10    |          |
| 6  | Ildikó Mádl (Hongria)                     | 0 | 0 | ½ | 1 | 0 | - | 1 | 1 | ½ | 1  | ½  | 1  | 0  | 1  | 1  | 1  | 9½    | 61.50    |
| 7  | Inna Izrailov (Unió Soviètica)            | 0 | ½ | ½ | ½ | 0 | 0 | - | ½ | ½ | 1  | 1  | 1  | 1  | 1  | 1  | 1  | 9½    | 55.25    |
| 8  | Alisa Marić (Iugoslàvia)                  | ½ | 1 | 1 | 1 | ½ | 0 | ½ | - | 0 | ½  | 0  | 1  | 1  | 1  | ½  | ½  | 9     | 66.50    |
| 9  | Susan Arkell (Anglaterra)                 | 1 | 0 | ½ | 0 | 1 | ½ | ½ | 1 | - | 0  | 1  | ½  | ½  | ½  | 1  | 1  | 9     | 61.50    |
| 10 | Margarita Voiska (Bulgària)               | 1 | ½ | ½ | 0 | 0 | 0 | 0 | ½ | 1 | -  | 1  | ½  | ½  | 0  | 0  | 1  | 6½    |          |
| 11 | An Yangfeng (Xina)                        | 0 | ½ | 0 | 0 | 0 | ½ | 0 | 1 | 0 | 0  | -  | 0  | ½  | 1  | 1  | 1  | 5½    | 29.50    |
| 12 | Wu Mingqian (Xina)                        | 0 | 0 | 0 | 0 | ½ | 0 | 0 | 0 | ½ | ½  | 1  | -  | 1  | ½  | ½  | 1  | 5½    | 28.50    |
| 13 | Gordana Marković-Jovanović (Iugoslàvia)   | 0 | 0 | 0 | 0 | 0 | 1 | 0 | 0 | ½ | ½  | ½  | 0  | -  | ½  | 1  | 1  | 5     |          |
| 14 | Asela De Armas (Cuba)                     | 0 | 0 | 0 | 0 | 0 | 0 | 0 | 0 | ½ | 1  | 0  | ½  | ½  | -  | ½  | 1  | 4     |          |
| 15 | Joara Chaves (Brasil)                     | 0 | 0 | 0 | 0 | 0 | 0 | 0 | ½ | 0 | 1  | 0  | ½  | 0  | ½  | -  | 0  | 2½    |          |
| 16 | Christina Nyberg (Suècia)                 | 0 | 0 | 0 | 0 | 0 | 0 | 0 | ½ | 0 | 0  | 0  | 0  | 0  | 0  | 1  | -  | 1½    |          |
|    | Jugadora                           | 1 | 2 | 3 | 4 | 5 | 6 | 7 | 8 | 9 | 10 | 11 | 12 | 13 | 14 | 15 | 16 | 17 | 18 | Punts | Desempat |
| -- | ---------------------------------- | - | - | - | - | - | - | - | - | - | -- | -- | -- | -- | -- | -- | -- | -- | -- | ----- | -------- |
| 1  | Nana Ioseliani (Unió Soviètica)    | - | 1 | ½ | ½ | ½ | ½ | ½ | ½ | 1 | 1  | 1  | 1  | ½  | ½  | 1  | 1  | 1  | 1  | 13    |          |
| 2  | Ketevan Arakhamia (Unió Soviètica) | 0 | - | 0 | 0 | 1 | 0 | 1 | 1 | 0 | 1  | 1  | 1  | 1  | 1  | 1  | 1  | 1  | 1  | 12    |          |
| 3  | Lidia Semenova (Unió Soviètica)    | ½ | 1 | - | ½ | ½ | 1 | 1 | 1 | ½ | 0  | 0  | ½  | 1  | 1  | 0  | 1  | 1  | 1  | 11½   | 93.75    |
| 4  | Agnieszka Brustman (Polònia)       | ½ | 1 | ½ | - | 1 | ½ | ½ | 1 | ½ | ½  | 0  | ½  | 0  | 1  | 1  | 1  | 1  | 1  | 11½   | 92.25    |
| 5  | Gulnar Sakhatova (Unió Soviètica)  | ½ | 0 | ½ | 0 | - | 1 | ½ | ½ | 1 | 0  | 1  | 1  | ½  | 0  | 1  | 1  | 1  | 1  | 10½   |          |
| 6  | Zsuzsa Veroci-Petronic (Hongria)   | ½ | 1 | 0 | ½ | 0 | - | 1 | ½ | 1 | ½  | 1  | ½  | 1  | ½  | 0  | 1  | 0  | 1  | 10    | 82.25    |
| 7  | Nina Høiberg (Dinamarca)           | ½ | 0 | 0 | ½ | ½ | 0 | - | 0 | 1 | 1  | 1  | 1  | ½  | 1  | 1  | 0  | 1  | 1  | 10    | 73.50    |
| 8  | Maria Ivanka (Hongria)             | ½ | 0 | 0 | 0 | ½ | ½ | 1 | - | ½ | 1  | ½  | 1  | ½  | 0  | ½  | ½  | 1  | 1  | 9     | 67.50    |
| 9  | Svetlana Matveeva (Unió Soviètica) | 0 | 1 | ½ | ½ | 0 | 0 | 0 | ½ | - | ½  | ½  | 0  | 1  | 1  | 1  | ½  | 1  | 1  | 9     | 66.00    |
| 10 | Liu Shilan (Xina)                  | 0 | 0 | 1 | ½ | 1 | ½ | 0 | 0 | ½ | -  | 1  | 1  | ½  | ½  | ½  | 0  | ½  | 1  | 8½    |          |
| 11 | Marija Petrović (Iugoslàvia)       | 0 | 0 | 1 | 1 | 0 | 0 | 0 | ½ | ½ | 0  | -  | ½  | 1  | 0  | 1  | 1  | 0  | 1  | 7½    | 57.25    |
| 12 | Suzana Maksimović (Iugoslàvia)     | 0 | 0 | ½ | ½ | 0 | ½ | 0 | 0 | 1 | 0  | ½  | -  | 0  | 1  | ½  | 1  | 1  | 1  | 7½    | 52.25    |
| 13 | Rohini Khadilkar (Índia)           | ½ | 0 | 0 | 1 | ½ | 0 | ½ | ½ | 0 | ½  | 0  | 1  | -  | ½  | ½  | ½  | ½  | ½  | 7     | 57.50    |
| 14 | Bettina Trabert (RFA)              | ½ | 0 | 0 | 0 | 1 | ½ | 0 | 1 | 0 | ½  | 1  | 0  | ½  | -  | 0  | ½  | ½  | 1  | 7     | 54.00    |
| 15 | Zorica Nikolin (Iugoslàvia)        | 0 | 0 | 1 | 0 | 0 | 1 | 0 | ½ | 0 | ½  | 0  | ½  | ½  | 1  | -  | 0  | 1  | 0  | 6     | 49.00    |
| 16 | Teresa Canela (Catalunya)          | 0 | 0 | 0 | 0 | 0 | 0 | 1 | ½ | ½ | 1  | 0  | 0  | ½  | ½  | 1  | -  | ½  | ½  | 6     | 44.00    |
| 17 | Zirka Frometa (Cuba)               | 0 | 0 | 0 | 0 | 0 | 1 | 0 | 0 | 0 | ½  | 1  | 0  | ½  | ½  | 0  | ½  | -  | ½  | 4½    |          |
| 18 | Julia Lebel-Arias (França)         | 0 | 0 | 0 | 0 | 0 | 0 | 0 | 0 | 0 | 0  | 0  | 0  | ½  | 0  | 1  | ½  | ½  | -  | 2½    |          |

## Torneig de Candidates de 1988
Les sis classificades des dels Interzonals es reuniren amb les dues primeres de l'anterior Torneig de Candidates: Akhmilovskaya i Alexandria.
Com en el cicle previ, el Torneig de Candidates en aquest cicle fou disputat com un torneig a doble round robin, a Tsqaltubo el gener de 1988. Isoseliani i Akhmilovskaya (l'aspirant del cicle anterior) empataren al primer lloc, però Ioseliani va guanyar el desempat subsegüent per 4-1, guanyant el dret a reptar la campiona regnant pel títol.
|   | Jugadora                               | Ràting | 1  | 2  | 3  | 4  | 5  | 6 | 7  | 8  | Punts | Desempat |
| - | -------------------------------------- | ------ | -- | -- | -- | -- | -- | - | -- | -- | ----- | -------- |
| 1 | Nana Ioseliani (Unió Soviètica)        | 2455   | -  | 1½ | ½  | 1½ | 1  | 2 | 1½ | 2  | 10    | 62.25    |
| 2 | Elena Akhmilovskaya (Unió Soviètica)   | 2400   | ½  | -  | 1½ | 1½ | 1½ | 2 | 2  | 1  | 10    | 62.25    |
| 3 | Irina Levítina (Unió Soviètica)        | 2355   | 1½ | ½  | -  | ½  | 1½ | 1 | 1½ | 1½ | 8     | 51.25    |
| 4 | Marta Litinskaya-Shul (Unió Soviètica) | 2415   | ½  | ½  | 1½ | -  | 1  | 1 | 1½ | 2  | 8     | 47.75    |
| 5 | Nana Aleksàndria (Unió Soviètica)      | 2415   | 1  | ½  | ½  | 1  | -  | 1 | 1  | 1½ | 6½    |          |
| 6 | Agnieszka Brustman (Polònia)           | 2395   | 0  | 0  | 1  | 1  | 1  | - | 1  | 1½ | 5½    |          |
| 7 | Nona Gaprindaixvili (Unió Soviètica)   | 2485   | ½  | 0  | ½  | ½  | 1  | 1 | -  | 1  | 4½    |          |
| 8 | Ketevan Arakhamia (Unió Soviètica)     | 2420   | 0  | 1  | ½  | 0  | ½  | ½ | 1  | -  | 3½    |          |

## El matx final de 1988
El matx pel campionat es va jugar a Telavi el 1988. Aquest cop, l'aspirant Ioseliani va pressionar seriosament la campiona, especialment quan va guanyar la penúltima partida, reduint així l'avantatge de Txiburdanidze a un punt. Al final, de tota manera, la campiona fa forçar unes taules amb negres a la darrera partida i va poder mantenir el títol (en la qual seria la seva darrera defensa satisfactòria del tron).
|                                     | 1 | 2 | 3 | 4 | 5 | 6 | 7 | 8 | 9 | 10 | 11 | 12 | 13 | 14 | 15 | 16 | Total |
| ----------------------------------- | - | - | - | - | - | - | - | - | - | -- | -- | -- | -- | -- | -- | -- | ----- |
| Maia Txiburdanidze (Unió Soviètica) | ½ | 1 | ½ | 0 | ½ | ½ | 1 | ½ | ½ | ½  | 1  | ½  | ½  | ½  | 0  | ½  | 8½    |
| Nana Ioseliani (Unió Soviètica)     | ½ | 0 | ½ | 1 | ½ | ½ | 0 | ½ | ½ | ½  | 0  | ½  | ½  | ½  | 1  | ½  | 7½    |